# Umberto Bassignani
Umberto Bassignani (Fivizzano, 29 août 1878 - Lerici, 21 janvier 1944) est un sculpteur italien. Il est l'auteur de sculptures publiques en Italie, en France, en Suisse, en Russie et à Monaco, où se trouve son atelier.

## Jeunesse
Umberto Bassignani nait le 29 août 1878 à Fivizzano, en Toscane, Italie,.

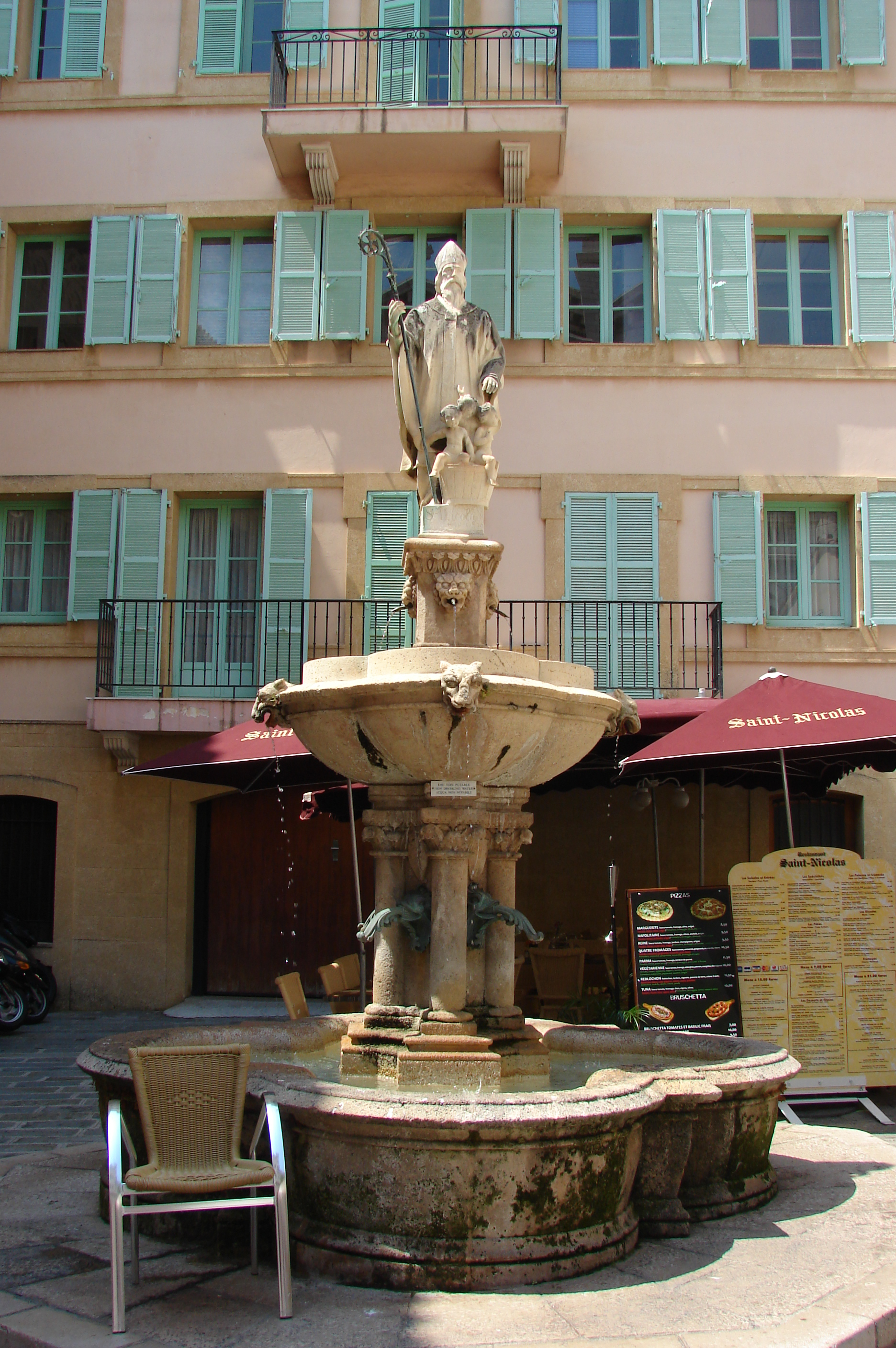
Fontaine de la Place Saint Nicolas.

## Carrière
Bassignani ouvre un atelier au 13 boulevard Charles III à Monaco en 1907. Il est l'auteur de plusieurs sculptures dans le cimetière de Monaco,. Il expose son œuvre à l'exposition universelle de Bruxelles de 1910, où il représente Monaco et il gagne une médaille d'argent pour un buste. 
Bassignani est l'auteur de sculptures publiques en Italie, en France, en Suisse, en Russie et à Monaco. Par exemple, il réalise les monuments aux morts de la Première Guerre mondiale dans sa ville natale de Fivizzano ainsi qu'à Vazzola,. En France, il est l'auteur de sculptures à Paris, à Nice, à Aurillac et à Peille. Ses sculptures sont également visibles à Rostov en Russie et à Genève en Suisse. En 1930, il réalise la fontaine de la Place Saint Nicolas à Monaco-Ville,.
Bassignani quitte Monaco en 1939.

## Décès et hommage
Bassignani décède le 21 janvier 1944 à Lerici, en Ligurie, Italie,. Le 2 mai 2017, le maire de Monaco, Georges Marsan, inaugure une plaque commémorative au bas de la fontaine de la Place Saint Nicolas avec son nom et ses dates de naissance et de décès.

## Lectures annexes
- Amedeo Benedetti, Vita e opere di Umberto Bassignani, scultore, Pise, il Campano, 2015, 116 p. (ISBN 978-88-6528-302-8, OCLC 943780907)

## Sources
1. 1 2 3 4 5 6  Andreino Fabiani, « Umberto Bassignani scultore », Il Corriere Apuano,‎ 18 novembre 2016 (lire en ligne, consulté le 4 mai 2017)
2. 1 2 3 4 5 6 7 8 9 10  « La Mairie de Monaco rend hommage à Umberto Bassignani, sculpteur », sur Mairie de Monaco (consulté le 4 mai 2017)